# ألفونسو بوليدو
ألفونسو بوليدو (بالإنجليزية: Alfonso Pulido)‏ هو لاعب كرة قاعدة أمريكي، ولد في 23 يناير 1957 في Tierra Blanca, Veracruz ‏ في المكسيك.

## وصلات خارجية
- ألفونسو بوليدو على موقعبيزبول رفرنس.كوم (الدوري الرئيسي) (الإنجليزية)
- ألفونسو بوليدو على موقعبيزبول رفرنس.كوم (الدوري الثانوي) (الإنجليزية)